# Jan Niedybylski
Jan Niedybylski (Niedabylski, Niedobylski) herbu Bończa – stolnik czernihowski w latach 1702-1704.
Był członkiem konfederacji sandomierskiej 1704 roku.